# سیارک ۳۸۷۲
سیارک ۳۸۷۲ (به انگلیسی: 3872 Akirafujii، نامگذاری:1983AV) سه هزار و هشتصد و هفتاد و دومین سیارک کشف شده‌است که در ۱۲ ژانویه ۱۹۸۳ کشف شد.
قدر مطلق سیارک برابر ۱۲٫۸۰ است.